# Histoire d'une rencontre
Histoire d'une rencontre (àrab: هكاية لقاء, Hikāyat liqāʾ) és una pel·lícula algeriana del 1983 dirigida per Brahim Tsaki.

## Sinopsi
Dos nens sordomuts. Ella és filla d'un enginyer petrolier estatunidenc que el segueix en diversos països del Tercer Món i ell fill d'un agricultor algerià que viu amb les seves dues germanes en una casa en ruïnes que el seu pare ha abandonat per una granja artesanal de pollastres. Aconsegueixen comunicar-se, transcendint totes les barreres culturals que els separen, i estableixen una amistat que es trencarà quan el pare de la noia ha de traslladar-se a un altre país.

## Repartiment
- Boumediene Belasri
- Carine Mattys
- Mohamed Arbouz

## Reconeixements
Fou estrenada el 2 de setembre de 1983 a la 40a Mostra Internacional de Cinema de Venècia. El 1985 va rebre l'Étalon de Yennenga del Fespaco de Thomas Sankara.